# Купа на Аматьорската футболна лига 2003/04
Тази страница представя турнира за Купата на Аматьорската футболна лига, проведен през сезон 2003/04.

## Четвъртфинали
| Калиакра (Каварна)   | 0:0, с дузпи 3:4 | Дунав (Русе)             |
| Янтра (Габрово)      | 3:0 служ.        | Расово (Расово)          |
| Енергетик (Перник)   | 0:1              | Бенковски (Костинброд)   |
| Сливен 2000 (Сливен) | 3:0              | Берое АКБ (Стара Загора) |

## Полуфинали
| Янтра (Габрово)        | 2:2, с дузпи 5:7 | Дунав (Русе)         |
| Бенковски (Костинброд) | 0:0, с дузпи 5:6 | Сливен 2000 (Сливен) |

## Финал
| 5 май 2004, Стадион „Локомотив“, гр. София, 500 зрители |     |              |
| Сливен 2000 (Сливен)                                    | 0:1 | Дунав (Русе) |

Голмайстор:
- 0:1 Мирослав Енев (67 – дузпа).